# Cross and Burness

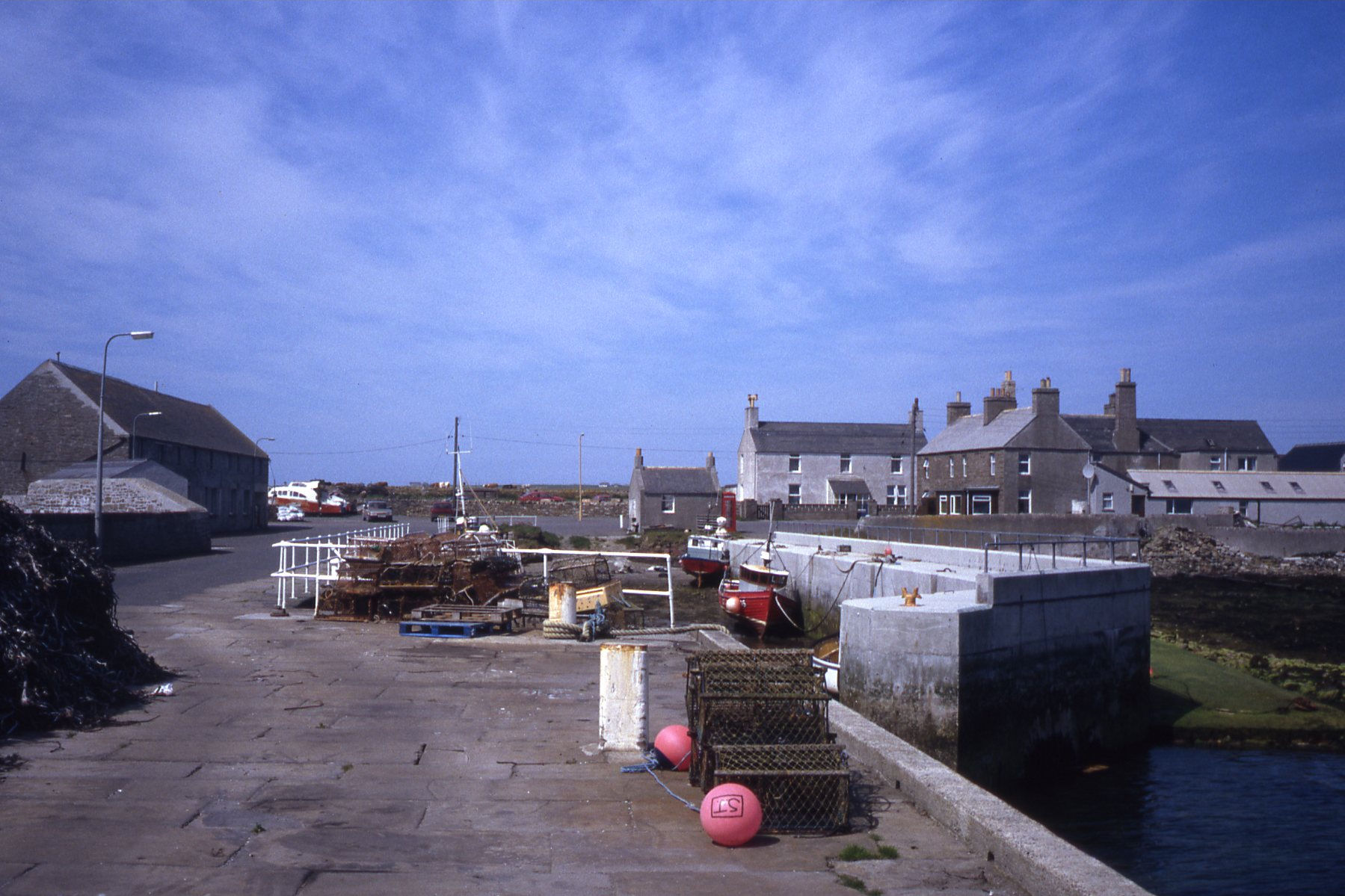
Am Hafen in der Kettletoft Bay

Cross and Burness ist eine historische Verwaltungseinheit (Civil Parish) auf den Orkneyinseln im Norden von Schottland. Vom Typ her handelt es sich um eine Gemeinde.
Das Gebiet des Civil Parishes umfasst im Wesentlichen den südwestlichen Teil der Insel Sanday, den nordöstlichen bildet Lady. Hinzu kommt North Ronaldsay im Norden. Größere Orte auf Orkney sind Stromness, etwa 51 Kilometer entfernt im Südwesten, sowie Kirkwall, etwa 36 Kilometer entfernt in derselben Richtung. Unter den zugehörigen Ortschaften sind Braeswick, Burness und Laminess. Die höheren Berge sind der Fea Hill, der Gump of Spurness und The Wart. Einen Hafen gibt es in der Kettletoft Bay.
Ende des 20. Jahrhunderts ging aus ihr die Community Council Area Sanday hervor.